# Animal Nitrate
«Animal Nitrate» — песня группы Suede, выпущенная третьим синглом из дебютного альбома Suede 22 февраля 1993 года. Достигла седьмого места в британском чарте синглов, став, таким образом, самым успешным синглом с альбома.
Название песни — отсылка к наркотическому веществу амилнитриту (англ. amyl nitrite), применяемому для увеличения сексуального удовольствия. По словам обозревателя BBC Криса Джонса, «несмотря на своё двусмысленное название, эта немного вызывающая и циничная песня успешно подытожила, каково было в то время в Лондоне быть молодым и химически зависимым».
По одной из версий, песня была написана о Джастин Фришманн, которая ушла от Бретта Андерсона и стала встречаться с Дэймоном Албарном, впоследствии не скрывавшим своё пристрастие к наркотикам.
Ещё до выпуска сингла Suede исполнили «Animal Nitrate» на BRIT Awards 1993 года.
Согласно официальной биографии Suede Love and Poison, на гитарный рефрен песни повлияло музыкальное вступление к сериалу на BBC Dixon of Dock Green. «Animal Nitrate» первоначально не планировалось выпускать отдельно: Бретт Андерсон собирался сделать третьим синглом песню «Sleeping Pills», но был переубеждён владельцем Nude Records Солом Гэлперном.
Клип на песню был срежиссирован Педро Романьи. Он был запрещён к показу из-за изображения целующихся мужчин, но стал победителем первого конкурса MTV Euro Video Song 1993 года.
В марте 2005 года журнал Q поместил «Animal Nitrate» в список 100 Величайших гитарных композиций под номером 97.
В мае 2007 года журнал NME поместил «Animal Nitrate» в список 50 Величайших инди-гимнов под номером 43.

## Список композиций
| №  | Название         | Автор(ы)                       | Длительность |
| -- | ---------------- | ------------------------------ | ------------ |
| 1. | «Animal Nitrate» | Бретт Андерсон, Бернард Батлер | 3:29         |
| 2. | «Painted People» | Андерсон, Батлер               | 2:48         |
| 3. | «The Big Time»   | Андерсон, Батлер               | 4:28         |

| №  | Название         | Автор(ы)         | Длительность |
| -- | ---------------- | ---------------- | ------------ |
| 1. | «Animal Nitrate» | Андерсон, Батлер | 3:22         |
| 2. | «Painted People» | Андерсон, Батлер | 2:46         |
| 3. | «The Big Time»   | Андерсон, Батлер | 4:16         |

| №  | Название         | Автор(ы)         | Длительность |
| -- | ---------------- | ---------------- | ------------ |
| 1. | «Animal Nitrate» | Андерсон, Батлер |              |
| 2. | «The Big Time»   | Андерсон, Батлер |              |

| №  | Название         | Автор(ы)         | Длительность |
| -- | ---------------- | ---------------- | ------------ |
| 1. | «Animal Nitrate» | Андерсон, Батлер |              |
| 2. | «The Big Time»   | Андерсон, Батлер |              |